# شورشتدت (زومردا)
شورشتدت (به آلمانی: Schwerstedt) یک شهر در آلمان است که در زومردا واقع شده‌است. شورشتدت ۶۶۲ نفر جمعیت دارد.